# St. Ulrich (Michldorf)

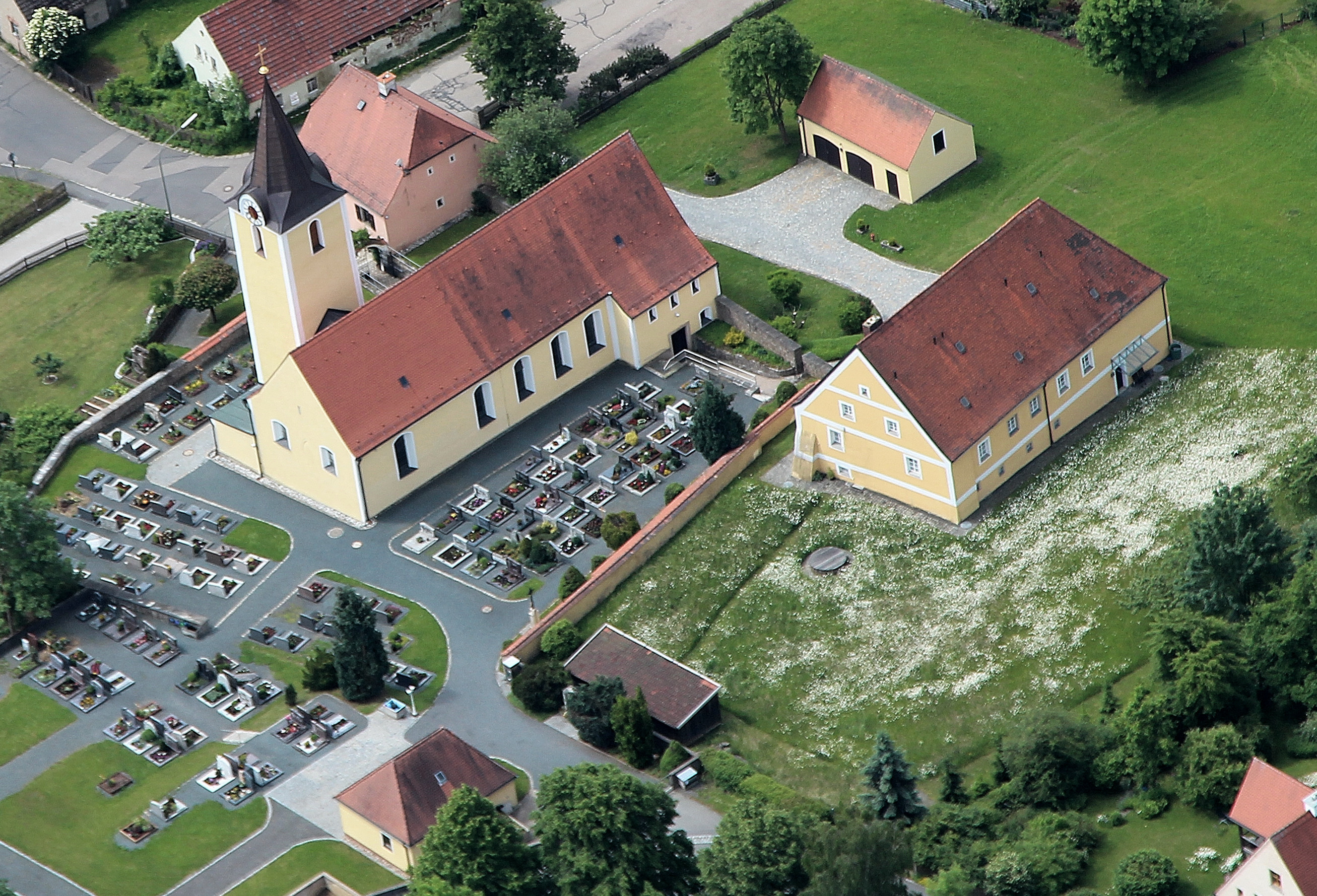
St. Ulrich in Michldorf

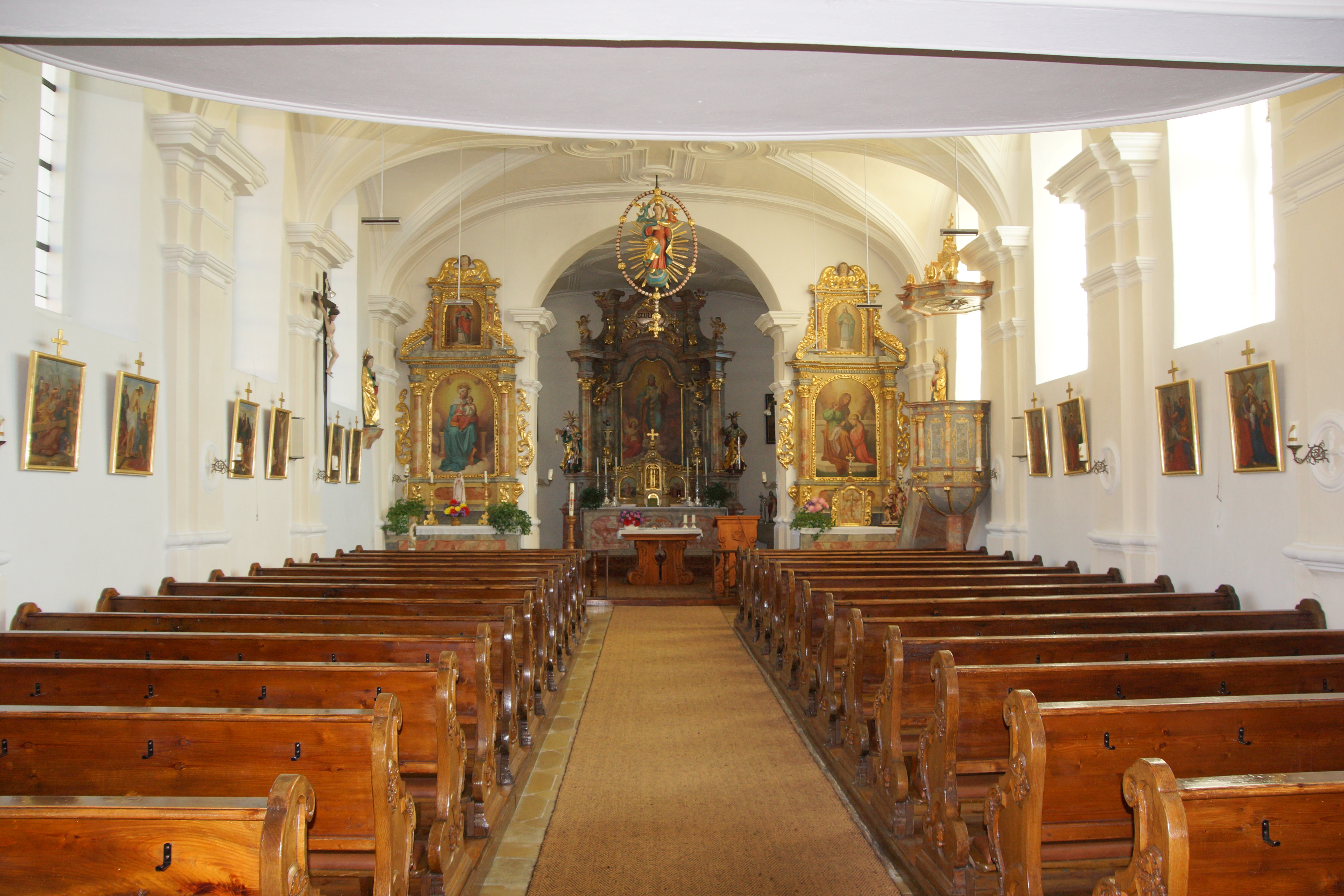
Innenansicht

Die römisch-katholische, denkmalgeschützte Pfarrkirche St. Ulrich steht in Michldorf, einem Gemeindeteil des Marktes Leuchtenberg im Landkreis Neustadt an der Waldnaab in der Oberpfalz. Die Kirchengemeinde gehört zum Dekanat Leuchtenberg im Bistum Regensburg. Das Bauwerk ist unter der Denkmalnummer D-3-74-132-36 als Baudenkmal in die Bayerische Denkmalliste eingetragen. Kirchenpatron ist Ulrich von Augsburg.

## Beschreibung
Die im Kern gotische Saalkirche wurde 1703 verändert. Sie besteht aus einem Langhaus, einem gleich breiten querrechteckigen Chor im Osten und einem Chorflankenturm an seiner Südwand, der mit einem achtseitigen Knickhelm bedeckt ist. An das Langhaus wurde 1952 nach Westen ein breiterer Anbau angefügt.
Die durch einen Chorbogen getrennten Innenräume von Langhaus und Chor sind mit Stichkappengewölben überspannt, die auf toskanischen Pilastern sitzen. Zur Kirchenausstattung gehören ein um 1730 gebauter Hochaltar mit einem nazarenischen Altarbild des Kirchenpatrons Ulrich von Augsburg. Die Altarbilder der beiden Sietenaltäre zeigen eine Madonna mit dem Jesusknaben auf der einen und Anna lehrt Maria das Lesen auf der anderen Seite. Die Kanzel entstand 1703.